# Wave Hill Airport
Wave Hill Airport är en flygplats i Australien. Den ligger i regionen Victoria-Daly och territoriet Northern Territory, omkring 550 kilometer söder om territoriets huvudstad Darwin. Wave Hill Airport ligger 199 meter över havet.
Trakten runt Wave Hill Airport är nära nog obefolkad, med mindre än två invånare per kvadratkilometer.. Det finns inga samhällen i närheten.
Trakten runt Wave Hill Airport består i huvudsak av gräsmarker. Genomsnittlig årsnederbörd är 705 millimeter. Den regnigaste månaden är februari, med i genomsnitt 191 mm nederbörd, och den torraste är juli, med 1 mm nederbörd.